# Нихон гайси
Неофициальная история Японии (яп. 日本外史, にほんがいし Нихон гайси), «Нихонгайси» («История Японии извне») — исследование по истории Японии, написанное японским учёным Раем Санъё. 
Целью написания «Нихонгайси» была дискредитация токугавского режима путём разоблачения узурпации императорской власти первыми сёгунами.

## История
Труд, по истории сёгунов от Минамото до Токугавы (1192 — 1600 годы), написан неофициальным историком в 1827 году, в другом источнике указано что Нихон-Гайси закончена в 1821 году. Произведение издано между 1836—1837 годами, в другом источнике указан 1851 год. Состоит из 22 томов. Написано на китайском языке, тогда считавшемся классическим на Дальнем Востоке (точнее, так называемым «китайским стилем» камбун).
Исторический труд был написан не по приказу правительства и не правительственным чиновником, а частным лицом Рай-Санъё, не состоявшим на государственной службе, отсюда и название «История Японии извне». Перевод на русский язык был предпринят востоковедом Василием Мендриным, но смерть помешала ему закончить дело — из 22 книг на русском вышло лишь 6.

## Краткие сведения
Основной темой «Неофициальной истории Японии» является появление и развитие самурайства. Исследование охватывает период с X по XVIII века: со времени возникновения самурайских родов Тайра и Минамото до основания сёгуната рода Токугава. Произведение было основной работой Рая Санъё, который составлял её более 20 лет. При жизни исследователя «Неофициальная истории Японии» расходилась в копиях среди японских интеллектуалов, а после его смерти была опубликована в издательстве Мидзо и завоевала национальную известность. В ходе реставрации Мэйдзи в 1869 году переводы этого исследования вышли в ряде иностранных государств, в том числе и в России (перевод В. М. Мендрина, 1910 год).
Несмотря на большую популярность, «Неофициальная история Японии» содержала много фактологических ошибок. Она была написана с позиций абсолютизации власти императора Японии и непрерывности императорской династии. Другой ведущей идеей исследования было то, что судьбу исторических правительств Японии определял не только провиденциальный фактор — воля «Неба», но и человеческий — политическая «Сила». Интерпретация исторического процесса, движущей силой которого выступают не только божества, но и люди, была одобрительно воспринята многими японскими мыслителями и привела к оформлению философско-политического движения «Да здравствует император, долой варваров!».